# Saloninus
Publius Licinius Cornelius Saloninus Valerianus (? – asi podzim 260, Colonia Agrippina) byl římský císař vládnoucí krátce roku 260. Jeho otcem byl císař Gallienus (253–268), dědem císař Valerianus (253–260) a starším bratrem caesar Valerianus mladší.

## Život
O princově životě do roku 258, kdy ho dal otec po předčasné smrti bratra prohlásit caesarem (spoluvladařem), nejsou známy žádné podrobnosti. Neví se ani, kolik mu v roce 258 bylo let – podle portrétů na mincích byl však buď nezletilý, nebo na prahu zletilosti. Jeho panovnické jméno znělo P. LICINIUS CORNELIUS SALONINUS VALERIANUS NOB. CAESAR nebo P. CORNELIUS SALONINUS GALLIENUS NOB. CAESAR, PRINCEPS IUVENTUTIS. Ve funkci caesara působil přibližně dva roky, aniž nějak výrazněji zasáhl do politiky. Údaje Historie Augusty, jediného podrobnějšího historického díla pro tuto dobu, jsou zcela bezcenné, neboť autor velkou část textu vyplňuje úvahami, jak správně znělo Saloninovo jméno.
V roce 259, když císař Gallienus opustil Porýní, aby bránil Itálii před Alamany, zůstal Saloninus pod dohledem poručníka Albana (Silvana) v Colonii Agrippině (dnes Kolín nad Rýnem) a tam jej také v roce 260 zastihla vzpoura vojevůdce Postuma – v jejím průběhu byl vojáky provolán augustem, tj. plnoprávným císařem (IMP. SALONINUS VALERIANUS AUG.), patrně proto, aby se posílila jeho autorita. Titul držel jen velmi krátce a Postumus ho dal spolu s Albanem ihned po svém vítězství popravit.